# Somerset House

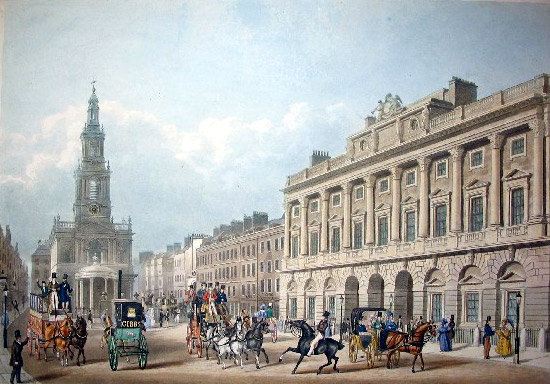
La facciata sullo Strand di Somerset House e St Mary-le-Strand in una veduta del 1836

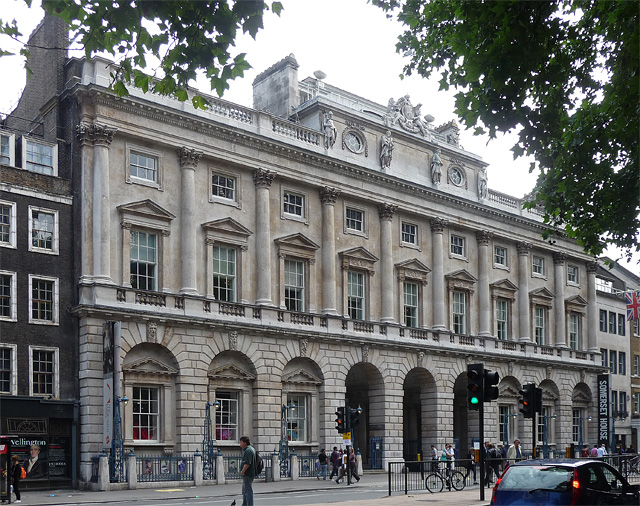
La facciata

Somerset House è un edificio situato sul lato sud dello Strand a Central London, Inghilterra, affacciato sul Tamigi, ad est di Waterloo Bridge. 
L'edificio principale, di stile neoclassico, venne progettato dall'architetto Sir William Chambers e fu realizzato tra il 1776 ed il 1796. Venne successivamente ampliato in età vittoriana con le due ali a nord e a sud. Sulla stessa area esisteva precedentemente un edificio con lo stesso nome, costruito più di due secoli prima.
Attualmente è sede di concerti e di spettacoli ed è un centro per le arti visive, ospitando tra l'altro la Courtauld Gallery e il Courtauld Institute of Art.
L'ala est è parte del King's College London.